# Euptychia paeon
Euptychia paeon är en fjärilsart som beskrevs av Jean Baptiste Godart 1823. Euptychia paeon ingår i släktet Euptychia och familjen praktfjärilar. Inga underarter finns listade i Catalogue of Life.